# モルドバ人の一覧
モルドバ人の一覧（モルドバじんのいちらん）は、モルドバ（歴史的ルーマニア出身者およびソビエト連邦、歴史上接点の深いロシア・ルーシ関連国家出身者も含む）出身者、モルドバ人ならびにモルドバ国籍を持つ人物の一覧である。

## あ行
- アレクサンドル・アヴェレスク　Alexandru Averescu - ルーマニアの軍人・政治家
- ヴェロニカ・アブラムチュク（ルーマニア語版、ロシア語版） - 政治家
- ダヌィーロ・アポーストル - ウクライナ・コサックの頭領でヘーチマン。「独眼の頭領」と呼ばれ、生涯において数々の戦歴を遺している
- ウラジーミル・アルビツキー - 天文学者
- ナタ・アルボット（ルーマニア語版、英語版） - テレビプロデューサー。ジャーナリストとしても活動しており、メディアマネージャーやブロガーとしての面も持ち合わせている
- リディア・イサク - 歌手。出生はロシアのモスクワだが、両親の出身地がモルドバであり、誕生後に同国へ移住
- イオネル・イストラティ（ルーマニア語版） - 歌手。作曲家でもある
- イオン・インキュレット（ルーマニア語版、英語版） - 政治家。モルダヴィア民主共和国の大統領であった
- レナト・ウシャティ（英語版、ルーマニア語版）（ウサティ、ウサチ） - 政治家。現在、バルツィ市長に就任している。実業家でもある
- アドリアン・ウルス（ルーマニア語版） - 歌手で作曲家でもある。テレビ番組司会者としても活動中
- イオン・ウルス - 同国の軍人
- セラフィム・ウレケアン（ルーマニア語版、英語版） - 政治家。元同国首相（暫定）
- パヴェル・ヴォイク（英語版、ルーマニア語版）
- ウラジーミル・ヴォローニン - 政治家。第3代大統領
- オレグ・ヴォローニン（ルーマニア語版、英語版） - ウラジーミル・ヴォローニンの息子であり企業家
- アレクサンドル・エプレアヌ - 同国代表のサッカー選手
- パンテリモン・エルハン（ルーマニア語版、英語版） - 19-20世紀の政治家
- リリア・オジョヴァン（ルーマニア語版） - テレビ番組司会者
- アルカディエ・オスモロフスキー（ルーマニア語版、英語版） - 19-20世紀の政治家
- O-Zone（オゾン）-　音楽グループ
- ウラジミール・オドノスタルコ（ルーマニア語版） - 政治家

## か行
- フィオドール・ガガウズ （ルーマニア語版） - 政治家
- ヴィクトル・カタン（ルーマニア語版、英語版） - 政治家
- ヴィクトル・ガイチュク（ルーマニア語版、英語版） - 軍人、政治家。同国の将校連合の代表であり、かつては同国の第5次国防相を務めていたこともある
- ヴァシレ・ガフェンク（ルーマニア語版、英語版） - 19-20世紀の政治家。帝政ロシア時代のベッサラビア出身
- ナタリア・ガブリリツァ - エコノミスト、政治家。モルドバ共和国の第15代首相
- キリル・ガブリッチ - 政治家。経済学者でビジネスマンでもある。現地語発音は『チリル・ガブリッチ』
- フョードル・カリン - 軍人。ソ連の職業的諜報員でチェキスト。軍団委員でもあった
- オクタヴィアン・カルミック（ルーマニア語版） - 政治家。経済学者でもある。現地語発音は『オクタヴィアン・カルムク』
- カンテミール家 - モルダヴィア出身の大貴族の家系
  - アンティオフ・カンテミール
  - アンティオフ・ドミトリエヴィチ・カンテミール
  - コンスタンティン・カンテミール
  - ディミトリエ・カンテミール
- アンドリアン・カンドゥ（英語版） - 政治家。議会議長
- ドリン・キルトアカ（ルーマニア語版、英語版） - 政治家。元キシナウ市長
- ミハイ・ギンプ - 政治家。同国初の大統領代行を務めた
- イシドール・グコフスキー（ロシア語版、英語版） - 革命家。帝政ロシア時代のベッサラビア出身。別名 テオドール・イズマロビッチ
- ナフーム・グットマン（英語版）　Nachum Gutman - 画家、彫刻家。ユダヤ系
- アナ・グトゥ（ルーマニア語版） - 政治家。大学教授でもある
- ルキサンダ・グラヴァン（ルーマニア語版、英語版） - 政治家。現地語発音は『ルクサンダ・グラヴァン』
- アントン・クリハン（ルーマニア語版、英語版） - 政治家。同国においては半世紀に渡って弁護士や教授など公的機関の役職に長く就いていた人物の一人として知られる。また、経済学者としての面を持ち、作家やジャーナリストとしても活動していた
- ウラジーミル・クリスティ（ルーマニア語版）（クリスチ） - 19-20世紀の政治家
- イヴァン・クリスティオグロ （ルーマニア語版） - 政治家。ガガウズ人
- ヴァレンティン・クリロフ（ルーマニア語版） - 政治家。ロシア系
- ナデジダ・グリンフェルド（ルーマニア語版、英語版） - 19-20世紀の政治家。ユダヤ系
- リャンカ・グルィウ - 女優
- ジナイダ・グレチャヌイ - 政治家。同国初の女性首相となった経歴を持つ。ロシア系
- エミリアン・クレトゥ（ルーマニア語版） - 俳優
- ミハイル・オシポヴィチ・ゲルシェンゾーン　Mikhail Gershenzon(Herschensohn) - 歴史家。ユダヤ系
- ナタリア・ゲルマン - 政治家。元同国首相。父は同国初代大統領のミルチャ・スネグルである
- シェムーエール・コーヘーン　Samuel Cohen - ハッ＝ティクワー作曲者
- セミオン・コジュハリ（ルーマニア語版） - ソ連時代の政治家
- ヴァディム・コジョカル （ルーマニア語版、英語版） - 政治家
- イオン・コスタス（ルーマニア語版、英語版） - 軍人、政治家。同国の元国防相でもある。現地語発音は『イオン・コスタシュ』
- ニコラエ・ コスティン（ルーマニア語版、英語版） - 政治家
- ニコラエ・ コスティン（英語版） - モルダヴィア公国時代の記述者
- エウジェニオ・コセリウ - ルーマニア王国時代の言語学者。
- グリゴリー・コトフスキー（英語版） - 政治家。ベッサラビア県時代のフンチェシュティ（英語版、イタリア語版、スペイン語版）生まれ。主に軍事において活躍しており、首都には彼の記念像が設けられている
- パトリツィア・コパチンスカヤ - ヴァイオリニスト
- アレクサンドル・ゴルデンヴァイゼル　Aleksandr Borisovič Goľdenvejzer - ピアニスト。ユダヤ系
- イウリエ・コレスニク（ルーマニア語版） - 政治家。作家
- ナタリア・ゴルディエンコ（ルーマニア語版） - 歌手。ダンサーとしても活動している
- ヴァレル・ゴレッツィ（ルーマニア語版） - 政治家
- ビアンナ・ゴロドリガ（英語版） - ソビエト・モルダヴィア出身のジャーナリスト。アメリカへ帰化している。ベッサラビア・ユダヤ人。
- アンジェラ・ゴンザ（ルーマニア語版） - ジャーナリスト。ヴラド・フィラトの2番目の妻でもある
- エミル・コンスタンティネスク　Emil Constantinescu - ルーマニアの大統領

## さ行
- イリエ・サドヴィニック（ルーマニア語版） - 音楽家
- ヴァレリ・サハルニアヌ（ルーマニア語版、英語版） - ジャーナリスト。 モルドバのメディア企業グループであるユーロ・ノヴァ・メディアグループ（英語版）の設立者で、モルドバ・ジャーナリスト連合（ルーマニア語版、英語版）代表 。ヴァレリウ・サハルニアヌ、ウラジーミル・サハルニエヌとも表記される
- オレグ・サヴァ（ルーマニア語版） - 政治家。弁護士でもある
- アンドレイ・サンゲリ（ルーマニア語版、英語版） - 政治家。元同国首相
- サンストローク・プロジェクト - 音楽グループ
- マイア・サンドゥ - 政治家。同国現（第6代）大統領
- エフゲニー・シェフチュク - 政治家。事実上独立状態の地域沿ドニエストル共和国の第2代大統領
- コルネリア・シュテファネツ - 歌手。トランスバルカニカのメンバーでもある
- ヴィカ・ジグリーナ - 歌手、ミュージシャン
- エミル・シモン - 指揮者
- アナトール・シャラル（ルーマニア語版、英語版） - 政治家
- アレクセイ・シューセフ - 建築家
- シュテファン3世 (モルドヴァ公)
- イラン・ショール（英語版） - 政治家。イスラエル出身で現在の国籍はモルドバとなっている。妻はポップ歌手のジャスミンである
- クリスティナ・スカルラト - 歌手
- ユーゲン・スターザ（ルーマニア語版） - 政治家
- ゴールディ・スタインバーグ - ユダヤ系。かつて過去最高の長寿記録を遺している
- アナトール・スタティ（ルーマニア語版）（スタチ） - 実業家
- ガブリエル・スタティ（ルーマニア語版） - 実業家。アナトール・スタティとは親子関係にある
- ズドブ・シ・ズドゥブ - 音楽グループ
- アンドレイ・ストラタン（英語版） - 政治家
- クレオパトラ・ストラタン - 歌手。父にパヴェル・ストラタンを持つ
- パヴェル・ストラタン（英語版） - 歌手
- ミルチャ・スネグル　Mircea Snegur - 政治家。同国初代大統領。娘はナタリア・ゲルマンである
- イーゴリ・スミルノフ - 政治家。出生はソ連時代のカムチャツカ地方だが、ほぼ帰化しており、沿ドニエストル共和国の初代大統領を務めた
- エドゥアルト・スミルノフ（ルーマニア語版、ロシア語版） - 政治家。元はウズベク・ソビエト社会主義共和国時代のアンディジャン出身である
- ストゥルザ家　Sturdza family
  - ヨアン・ストゥルザ　Ioan Sturdza - 元はモルダビア公国の王子であった
  - スカルラト・ストゥルザ　Scarlat Sturdza - ベッサラビア県の初代知事
  - アレクサンドル・ストゥルザ　Alexandru Sturdza
  - グリゴリエ・ストゥルザ　Grigore Sturdza
  - ディミトリエ・ストゥルザ　Dimitrie Sturdza
  - ミハイル・ストゥルザ　Mihail Sturdza
- イオン・ストゥルザ（英語版、フランス語版） - 政治家。
- イオン・スラ（ルーマニア語版、英語版） - 政治家。
- オレグ・セレブライアン（ルーマニア語版、英語版） - 政治家であり外交官を務める。政治学者（地政学者）でもあり、作家としての顔も持つ。ロシア語発音で『オレグ・セレブリアン』とも呼ばれる
- ニコラエ・ソヴァ - 軍人。かつてのルーマニアにおいて数々の戦歴を残した人物の一人である

## た行
- ドミトル・ダイアコフ（ルーマニア語版、英語版） - 政治家
- I・A・L・ダイアモンド　I. A. L. Diamond - 映画脚本家
- ニコラエ・ダドゥ（ルーマニア語版、英語版） - 政治家
- ニコラエ・ダビハ（ルーマニア語版） -  作家。ルーマニア・アカデミー（ルーマニア語版、ポーランド語版）の名誉会員でもある
- ニコレッタ・ダラ（英語版） - 歌手
- エフィム・タルラパン（ルーマニア語版） - 作家
- ヴァシレ・タルレフ - 政治家
- イオン・チェバヌ（ルーマニア語版） - 政治家
- イオン・チェバン（ルーマニア語版、ロシア語版） - 政治家
- アナトリイ・チハイ - 正教会の掌院
- ヴィオレル・チボタル（ルーマニア語版、英語版） - 政治家。元はジャーナリストで政治アナリストでもあった
- アンドレイ・チミル - 元自転車競技（ロードレース）選手。
出生はロシア・ハバロフスクだが、ソビエト連邦崩壊後にモルドバ国籍を取得した。後にウクライナ国籍に変更し、現在は生活拠点のあるベルギー王国国籍である。
2006年8月にはベルギー国籍ながらモルドバ共和国のスポーツ大臣に任命された。
- セミョーン・チモシェンコ - 軍人。ソ連邦元帥
- ダニエル・チュグレアヌ（ルーマニア語版） - 19-20世紀の政治家
- ドミトル・チュバシェンコ（ルーマニア語版、英語版、ロシア語版） - 政治家。ジャーナリスト
- イオン・チュブク（ルーマニア語版、英語版） - 政治家。元同国首相
- アウレリウ・チョコイ（ルーマニア語版、英語版） - 政治家。首相代行
- イオン・コンスタンティン・チョバヌ（ルーマニア語版） - 政治家。作家でありライターとしても活動していた。別名はイヴァン・チェバン（Ivan Ceban）
- ステファン・ チョバヌ（ルーマニア語版） - 19-20世紀の政治家
- ネリー・チョバヌ - 歌手。ユーロビジョン・ソング・コンテスト2009に出場している
- ロディカ・チョラニカ（ルーマニア語版） - ジャーナリスト
- イウリエ・チリンチュク（ルーマニア語版、英語版） - 政治家。元ビジネスマン
- ミハイ・チンポイ（ルーマニア語版） - 政治家。文化人でもある
- ウラジーミル・ツルカン（ルーマニア語版、英語版） - 政治家。元は検察官であった。ウラディミール・トゥルカンとも表記される
- ボグダン・ツィルディア（ロシア語版）(Bogdan TSyrdia) - 政治家。政治学者でもある。ボグダン・スァイルディアとも。元はカザフ・ソビエト社会主義共和国時代のセミパラチンスク（現セメイ）出身で、本名はボグダン・サイルディア（カザフ語：Богдан Цырдия）
- ドイナ＆イオン（英語版） - 2人組の音楽グループ。両者は夫婦でもある
  - イオン・アルデア・テオドロヴィチ（ルーマニア語版）
  - ドイナ・アルデア・テオドロヴィチ（ルーマニア語版）
- ニコラエ・ティモフティ - 政治家。第4代大統領
- オリア・ティラ - 歌手。出生はドイツ民主共和国で、親の職業の都合から世界各地を渡り歩いていた時期がある
- ゼニア・デリ（ルーマニア語版、英語版） - モデル
- スヴェトラーナ・トーマ（ルーマニア語版、英語版、ギリシア語版） - 女優。イリーナ・ラチーナの母でもある
- ダイアナ・ドゥミトル（英語版） - 歴史研究者
- アルセニェ・トデラシュ - 歌手。かつてはO-Zoneのメンバーとして活動していた
- イゴル・ドドン - 政治家。第5代大統領
- セルジュ・トマ - 柔道選手
- ドラゴシュ - 初代モルダヴィア公
- トランスバルカニカ - 音楽グループ
- アラ・ドリンツァ（ルーマニア語版） - 政治家。実業家でもある
- ヨン・ドルーツェ　Ion Druţă - 作家
- ミルチャ・ドルク（ルーマニア語版、英語版）

## な行
- ヴィタリエ・ナガチェフスキ（ルーマニア語版、英語版） - 政治家。弁護士でもある
- アンドレイ・ナスターセ（英語版、ルーマニア語版、ロシア語版） - 政治家。歴代キシナウ市長の一人。 元は弁護士である
- シュテファン・ニアガ（ルーマニア語版、ドイツ語版） - 作曲家
- ニコレタ・ヌカ（ルーマニア語版） - 歌手
- アレクシス・ヌール（英語版） - 19-20世紀のジャーナリスト
- イェジ・ネイマン　Jerzy Neyman - 数学者。ユダヤ系（ポーランド系カトリック教徒）
- Noroc（ルーマニア語版、ロシア語版、英語版）（ノーロック） - モルドバの音楽グループ。ソ連時代にはVIA初期のポップ・ロックグループとして活動していた
- グリゴール・ノバック （ルーマニア語版）（ノバク） - 政治家。弁護士としても活動している。現地語発音では『グリゴーレ・ノバック』

## は行
- イオン・ハダルカ（ルーマニア語版） - 政治家
- ペトル・ハダルカ（英語版） - 俳優、映画監督
- ペトル・パドゥラル（ルーマニア語版、英語版） - 聖職者。現在、ルーマニア正教会に高位聖職者として所属
- ヴラド・バトリンチア（ルーマニア語版）（バトリンツィア） - 政治家
- モニカ・バブク（バブック） - 政治家
- ヴィタリア・パブリセンコ（ルーマニア語版、英語版）（パブリチェンコ） - 政治家
- オレグ・バラン（ルーマニア語版、英語版） - 政治家。法学者でもあり、大学講師を務めていた
- ダン・バラン - ミュージシャン。かつてはO-Zoneのメンバーの一人であった
- パン・ハリッパ（ルーマニア語版、英語版） - 19-20世紀の政治家。本名はパンテリモン・ハリッパ(Pantelimon Halippa)
- ヨシフ・バルティチアン（ルーマニア語版） - ライター。哲学者でもある。ソビエト連邦共産党党員として活動しており、言語文学研究所の初代会長を務めている
- パシャ・パルフェニ - 歌手。ユーロビジョン・ソング・コンテスト2012の同国代表として出場した経験を持つ
- ゲルマン・パンテア（ルーマニア語版、英語版） - 19-20世紀の軍人
- レオ・ブトナル（ルーマニア語版、英語版）（ブトゥナル） - 著作家。現在、ルーマニアで活動している
- ヴィアセスラフ・プラトン（ルーマニア語版、英語版） - 政治家、弁護士。実業家でもある
- ヴァレリ・フェレギ（ルーマニア語版、英語版） - 映画監督。脚本家でもある。ヴァレリ・ヘレギとも呼ばれることがある
- グリゴール・ビエル（ルーマニア語版、英語版、ロシア語版） - 詩人。モルドバ作家連合（ルーマニア語版、英語版、ロシア語版）に加盟
- ビクトル・ビボル - 柔道選手
- ヴィタリエ・ピルログ（英語版、ドイツ語版、イタリア語版） - 政治家
- ヴラド・フィラト - 政治家。大統領代行を務めた経験を持つ
- パヴェル・フィリプ - 政治家。元同国首相
- ミハイル・フェールマン - ピアニスト
- コルネリウ・フォルクリツァ（ルーマニア語版） - 政治家。弁護士でもある
- ミハイル・フォルムザル（ルーマニア語版、英語版） - 政治家。ガガウズ人である
- コリーナ・フス（ルーマニア語版） - 政治家。元はジャーナリストである
- エフゲニー・フョードロフ - 地球物理学者。科学行政家
- イリナ・ブラ（英語版、ドイツ語版） - 政治家。ガガウズ自治区の知事でもある
- ドミトリ・ブラギシュ（ルーマニア語版、英語版）  - 政治家。元同国首相。現地語発音では『ドゥミトル・ブラギーシ』
- ウラジーミル・プラホトニュク（英語版、ルーマニア語版） - 政治家。 実業家でありオリガルヒの一人。ウラド・プラホトニクとも呼ばれる
- ヴァレンティーナ・ブリガ（ルーマニア語版、英語版） - 政治家
- アレクサンドル・プリューシュキン - 自転車競技（ロードレース）選手
- エレナ・フレノヴァ（ルーマニア語版） - 政治家
- ビクトル・フロレスク - 柔道選手
- ブロンフマン家　Bronfman family - シーグラム社 Seagram の経営一族。ユダヤ系
- ウラジーミル・ベスリーガ（ルーマニア語版、英語版） （ベスリアガ、ベスリガ） - 政治家。作家でもある
- イオン・ペリバン（ルーマニア語版） - 19-20世紀の政治家。帝政ロシア時代のベッサラビア出身
- レフ・ベルク　Lev Berg - 地質学者・生物学者。ユダヤ系
- ガリー・ベルティーニ　Gary Bertini - イスラエルの指揮者。ユダヤ系
- アレクサンドル・ベルナルダッチ（ロシア語版） - 建築家。ロシアや中国などで数多くの建築物の設計と工事に携わった。ベッサラビア県の出身。
- マイケル・ポスタン - 経済史家、歴史家。ケンブリッジ大学名誉教授。ユダヤ系
- エレナ・ポスティカ（ルーマニア語版、英語版） - 歴史家
- パベル・ボツ（ルーマニア語版） - ソ連時代の政治家。詩人でもあり、かつてはモルドバ作家連合の会長を務めていた。ベッサラビア人である。
- ヴァシレ・ボツナリ（ルーマニア語版、英語版） - エコノミスト。政治家
- ウラディミール・ホティネアヌ（ルーマニア語版、英語版） - 政治家。元は外科医である。カザフ・ソビエト社会主義共和国クズロルダ出身
- ヴァレリウ・ボブツァク（ルーマニア語版） - 政治家・経済学者
- アンドレイ・ポポフ - 政治家
- ペトロー・ボルボチャーン - 軍人。ウクライナ・コサックのオタマーン
- ヴァシレ・ボレア （ルーマニア語版） - 政治家。元ラグビー選手
- ヴィクトル・ボロガン（ルーマニア語版、英語版） - チェス選手。著作家としても活動している
- ペトロ・ポロシェンコ（ピョートル・ポロシェンコ）　Petro Poroshenko - ウクライナの政治家

## ま行
- ルイス・マイルストーン　Lewis Milestone - 映画監督。ユダヤ系
- ニコラエ・マトカシュ（ルーマニア語版、英語版） - 政治家。現地語発音では『ニコラエ・マッツカシュ』
- ラドゥ・マドラック（ルーマニア語版） - 政治家
- リア・マノリウ - 陸上競技選手。円盤投の選手
- ラッキー・マリネスキュー（ルーマニア語版） -  歌手
- ゲナディ・ミトリウク（ルーマニア語版） - 政治家。元ウンゲニ副市長。かつてはバレーボール選手であった
- アリョーナ・ムーン - 歌手。ユーロビジョン・ソング・コンテスト2013の同国代表で出場した経験を持つ
- ヴァレリウ・ムラヴシュ -  政治家。元同国首相
- セルゲイ・ムレイコ - レスリング選手
- ヴァレリ・ムンテアヌ（ルーマニア語版、ロシア語版） -  政治家
- アレクサンドル・モサヌ（ルーマニア語版）（モシャヌ、モチャヌ） -  政治家。歴史家であり、歴史学博士としても活動していて大学教授でもあった。ルーマニア王国時代の同国地域の出身
- ペトル・モヴィレ（ペトロ・モヒラ）　Petru Movilă, Petro Mohyla - ウクライナ正教指導者
- ナタリア・モラリ（ロシア語版、イタリア語版、英語版） - ジャーナリスト。主に調査報道を行なっており、モルドバ国内では議会選挙の抗議集会に参加した経歴を持つ。かつてロシア連邦中央銀行第一副総裁であったアンドレイ・コズロフ（ロシア語版、英語版）の暗殺事件を報道したことでロシアから追放されている。

## や行
- イオナ・ヤキール - 軍人。ユダヤ系
- エミリヤン・ヨシモヴィッチ - 数学教育者。都市計画家としても知られている
- アルトゥール・ヨニツァ - プロサッカー選手。キシナウ出身
- ベアセスラフ・ヨニツァ（ルーマニア語版、英語版） - 政治家。経済学者でもある。現地語発音は『ヴァチャスラフ・イオニツァ』
- テオフィル・ヨンク（ルーマニア語版、英語版） - 19-20世紀の政治家

## ら行
- アバ・ラーナー - 経済学者。ユダヤ系
- イリーナ・ライムス（ルーマニア語版、英語版） - 歌手。現地発音では『イリナ・リメス』である
- アナスタシア・ラザリュク（ルーマニア語版、英語版） - 歌手
- ヴァレリウ・ラザル（ルーマニア語版、英語版） - 政治家。現地発音では『ヴァレリウ・ラザール』
- アルティオム・ラザレフ（ルーマニア語版） -  政治家。歴史家でもあり、モルドバ科学アカデミーの正会員でもあった
- イリーナ・ラチーナ（ルーマニア語版、英語版） - 女優。同じく女優であるスヴェトラーナ・トーマを母に持つ。現地発音では『イリーナ・ラツィナ』
- シルビア・ラドゥ（ルーマニア語版、ロシア語版、英語版） - 政治家
- マルセル・ラドゥカン（ルーマニア語版、英語版） - 政治家。現地発音では『マルチェル・ラドゥカン』
- セルジュ・ラドゥツァヌ（ルーマニア語版）（ラダゥシャヌ ） - 科学者。モルドバ工科大学の創立者であり同大初代学長を務めた。ソ連時代は政治家としても活動していた
- マカリエ・ラドゥル（ルーマニア語版） - 地理学者。ソ連時代はMSSR最高評議会の2代議長として活動していた
- マリーナ・ラドヴァン（ルーマニア語版） - 政治家。元は女優であった。現地発音では『マリナ・ラドヴァン』
- ミハイル・ラリオーノフ　Mikhail Larionov - 画家
- リア・ヴァン・リー - イスラエル関連のボランティア団体ならび文化催事の創設・創立者
- アヴィグドール・リーベルマン - イスラエルの政治家。ユダヤ系
- ヴァレリア・ルキノア（ルーマニア語版、英語版） - モデル。『バービー人形に酷似した風貌の女性』として知られており、リアル・バービーと呼ばれている。ヴァレリア・ルカノワ、ヴァレリア・ルキノヴァ、バレリア・ルーキャノーバとも記されることがある。
- ペトル・ルチンスキー　Petru Lucinski - 政治家。第2代大統領
- ミハイル・ルパシュク（ルーマニア語版）（ルパチュク） - 植物学者。モルドバ科学アカデミーの正会員でもある。ソ連時代にはMSSR最高評議会の議長ならびに議長代理を務めていた。
- アンドレイ・ルパン（ルーマニア語版） - 詩人。脚本家でありエッセイストでもある。ソ連時代は政治家としても活動していた
- アントン・ルビンシテイン　Anton Rubinstein - ピアニスト。ユダヤ系
- マリアン・ルプ - 政治家。3人目の大統領代行である
- アンナ・レスコ Anna Lesko - 歌手。モルドバ出身だが、一家がウクライナ系とロシア系の混血となっている
- ドリン・レチェアン - 政治家、モルドバ共和国の第16代首相。学者としても活動。現地語発音は『ドリン・レチャン』
- アドリアン・レベディンシュ（ルーマニア語版） - 政治家。弁護士でもある。ロシア語発音での別名『エイドリアン・レベディンスキ 』として知られる
- ラドゥ・レベヤ - 同国サッカー協会・副会長。元サッカー選手
- リリ・ローザン（ルーマニア語版） - ジャーナリスト。テレビ番組司会者としても活動している
- イウリエ・ロスカ（ルーマニア語版） - 政治家
- ハインリヒ・ロツキー　Heinrich Lhotzky - 作家・牧師。ドイツ植民者
- コーネリア・ロマン - 日本在住の外国人タレント。のちにルーマニア国籍を取得し、国籍を変更。現在BAY SIDE所属（かつてはフリー・ウエイブ所属）

## 在外
- マーティン・アーバーン（両親がベッサラビア・ユダヤ人）
- アレクサンドル・アバザー - 生家がモルダヴィア貴族である。
- スティーヴン・イッサーリス - イギリス出身のチェロ奏者
- ホルスト・ケーラー（両親がベッサラビア・ドイツ人）
- ニカ・シロコラッド - ロシア出身のピアニスト
- ザブー・ブライトマン - フランス出身の女優・映画監督
- ミハイル・フルンゼ　Mikhail Frunze (Frunză) - 軍人
- ニコライ・ルビンシテイン　Nikolai Rubinstein - 音楽家
- ソフィーヤ・ロタール - 一家がモルドバ系の出自である。

## 架空の人物
- ニコラ・ブルバキ - 数学者集団の筆名
- イオン・フォルトゥナ - 吉田直原作の小説「トリニティ・ブラッド」の登場人物
- ミルカ・フォルトゥナ - 同上
- アリーナ・チェリビダッケ - 川岸殴魚原作の小説「人生」の登場人物